# Madalyn Godby
Madalyn „Maddie“ Godby (* 5. September 1992) ist eine US-amerikanische Radsportlerin.

## Sportliche Laufbahn
2011 (mit Elisabeth Carlson Reap) sowie 2012 (mit Tela Crane) wurde Madalyn Godby US-amerikanische Meisterin im Teamsprint. 2015 errang sie die nationalen Titel im Sprint und 500-Meter-Zeitfahren. Bis einschließlich 2017 wurde sie sieben Mal nationale Meisterin. 2016 belegte sie gemeinsam mit Mandy Marquardt Platz drei im Teamsprint bei den panamerikanischen Meisterschaften. 2017 wurden Godby und Marquardt Panamerikameisterinnen im Teamsprint, und Godby errang beim Lauf des Bahn-Weltcups 107/18 in Santiago de Chile Gold im Keirin. Diesen Sieg im Keirin wiederholte sie beim Lauf des  Weltcups 2018/19 in kanadischen Milton. 2018 belegte Godby und Marquardt bei den panamerikanischen Meisterschaften im Teamsprint Rang zwei. 2020 und 2021 belegte sie Podiumsplätze bei Läufen des Bahnrad-Weltcups.
2021 wurde Madalyn Godby für Starts im Sprint und im Keirin bei den Olympischen Spielen in Tokio nominiert. Im Keirin belegte sie einen gemeinsamen 13. Platz und im Sprint Platz 16.

## Dopingverdacht
2013 belegte Godby bei den panamerikanischen Bahnmeisterschaften den dritten Platz im 500-Meter-Zeitfahren mit einer Zeit von 34,3 Sekunden belegt, was einen neuen USA-Rekord bedeutet hätte. Anschließend wurde sie positiv auf Clenbuterol getestet, allerdings waren die Werte äußert niedrig. Die Fahrerin führte diese Werte auf kontaminiertes Fleisch im Hotelessen zurück. Ihr Resultat im Zeitfahren wurde annulliert, es erfolgten keine weiteren Sanktionen.

## Erfolge
2011
- US-amerikanischer Meister – Teamsprint (mit Elisabeth Carlson Reap)

2012
- US-amerikanischer Meister – Teamsprint (mit Tela Crane)

2013
- Panamerikameisterschaft – 500-Meter-Zeitfahren

2015
- US-amerikanischer Meister – Sprint, 500-Meter-Zeitfahren

2016
- Panamerikameisterschaft – Teamsprint (mit Mandy Marquardt)

2017
- Bahn-Weltcup in Santiago de Chile – Keirin
- Panamerikameisterin – Teamsprint (mit Mandy Marquardt)
- Panamerikameisterschaft – Sprint
- US-amerikanischer Meister – Sprint, Teamsprint

2018
- Panamerikameisterschaft – Teamsprint (mit Mandy Marquardt)
- US-amerikanischer Meister – Sprint, Keirin
- Weltcup in Milton – Keirin

2019
- US-amerikanischer Meister – Teamsprint (mit Sophia Shuhay)